# Вержен, Шарль Гравье
Шарль Гравье́, граф де Верже́нн (также Верже́н, фр. Charles Gravier, comte de Vergennes; 29 декабря  1719 года, Дижон — 13 февраля 1787 года, Версаль) — французский дипломат и государственный деятель; министр иностранных дел Людовика XVI с 1774 года до своей смерти, с 1781 года — также первый министр. Его именем назван город в американском штате Вермонт.

## Биография и карьера
Являлся сыном президента дижонского парламента.

### Дипломат

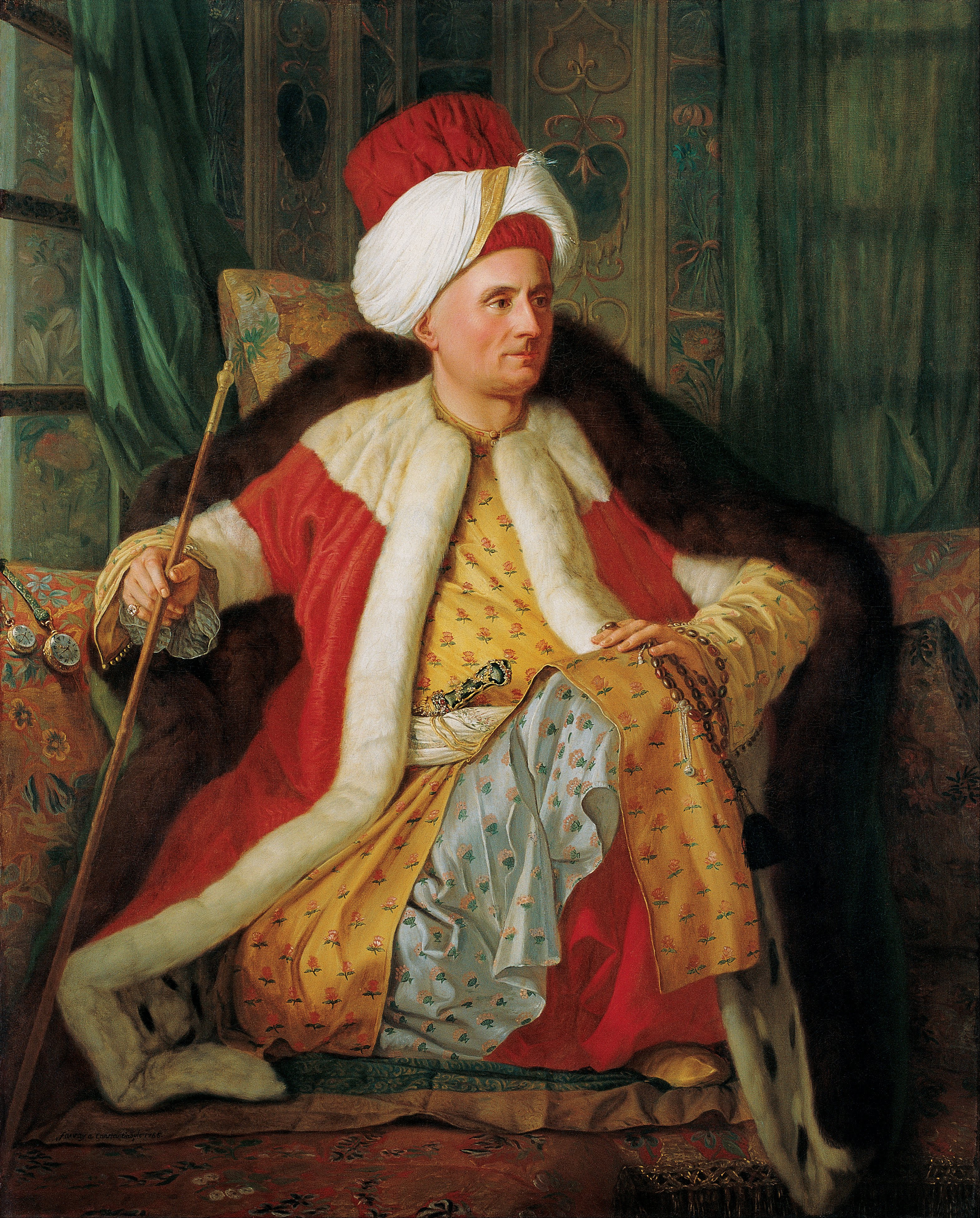
Верженн в турецком костюме будучи французским послом в Оттоманской Порте (1766). Музей Пера

В ранней юности вступил на дипломатическое поприще и обучался под руководством Теодора Шавиньи (фр.), французского посланника в Лиссабоне. В 1739 году был секретарём посольства. В 1750 году назначен посланником в Трир, где служил до 1754 года; на следующий год отправлен чрезвычайным посланником в Константинополь. С 1755 года утверждён полномочным послом при Оттоманской Порте — в должности весьма затруднительной: Фридрих Великий искал союза с Турцией, чтобы противостоять России и Австрии, а Верженн старался и смог сохранить дружественное расположение султана к Франции и союзным ей державам, что было особенно затруднительно в 1760-61 гг., когда между Турцией и Францией возникли сильные недоразумения.
В 1771 году Верженн в том же звании был отправлен в Швецию, где советами Густаву III содействовал совершению переворота в образе правления. После вступления Людовика XVI на французский престол в 1774 году, государственный министр граф де Морепа, следуя рекомендации аббата Вери, представил Верженна на пост министра иностранных дел Франции. Морепа принял во внимание, что Верженн по сути был одиночкой, не имел своей «команды», и рассчитывал, что тот будет хранить ему верность. Граф Верженн управлял внешними сношениями Франции вплоть до своей смерти (февраль 1787).

### В должности министра
В 1778 году Верженн склонил Людовика XVI принять открытое участие в войне Англии с Северо-Американскими Штатами. Французский двор заключил с американскими посланниками Франклином, Дином (англ.) и Ли (англ.) в феврале 1778 года в Париже договор и сообщил об этом английскому двору, что спровоцировало войну, в которой Франция с самого начала потеряла много кораблей с богатым грузом и все свои владения в Ост-Индии. Война завершилась заключением мира с Англией в Версале (1783), по которому Франция получила Сенегал и остров Тобаго. Однако огромные военные издержки сильно расстроили французские финансы.
Верженн не пользовался благоволением Марии-Антуанетты из-за того, что противодействовал видам её брата Иосифа II на баварское наследство; его соперником был Шуазёль.

### Семья
Старший брат — Жан Гравье де Верженн (1718—1794). В годы, когда его младший брат Шарль занимал пост министра, Жан последовательно являлся послом Франции в Швейцарии, Португалии, Венецианской республике и снова в Швейцарии. Был женат на племяннице дипломата Теодора Шавиньи (фр.), который когда-то поспособствовал карьере его младшего брата. Жан дожил до Великой французской революции и в период якобинского террора в возрасте 75 лет был казнён на гильотине вместе с сыном (1794). Его внучка, Клер, внучатая племянница министра, стала знаменитой светской дамой эпохи Первой империи, а позднее мемуаристкой, и в историю вошла, как мадам Ремюза (по фамилии своего мужа).

## Образ в кино
- «Джон Адамс» (2008)